# ژاک دوکریون
ژاک دوکریون (فرانسوی: Jacques Decrion‎؛ زادهٔ ۱۸ نوامبر ۱۹۶۱) دوچرخه‌سوار اهل فرانسه است.